# Lídia Pereira
Ana Lídia Fernandes Oliveira Pereira (Coimbra, 26 de julho de 1991) é uma economista e política portuguesa do Partido Social Democrata. É deputada ao Parlamento Europeu desde 2019 e também presidente da Juventude do Partido Popular Europeu (EPP).

## Educação
É licenciada em Economia pela Universidade de Coimbra e mestre em Estudos Económicos Europeus pela Colégio da Europa.

## Carreira política
Nas eleições europeias de 2019, Pereira foi a primeira política a realizar uma campanha política neutra em carbono, chamando à atenção para as mudanças climáticas. Como número 2 da lista destacou-se como uma renovação política dos deputados portugueses. Desde que ingressou no Parlamento Europeu, tem desempenhado as funções de vice-coordenadora do seu grupo parlamentar na Comissão dos Assuntos Económicos e Monetários e membro da Comissão do Ambiente, da Saúde Pública e da Segurança Alimentar. Em 2020, ela também se juntou ao Subcomité de Assuntos Tributários.
Além das atribuições da sua comissão, Pereira faz parte do Intergrupo do Parlamento Europeu para os Mares, Rios, Ilhas e Zonas Costeiras.